# Calvi dell'Umbria
Calvi dell'Umbria är en ort och kommun i provinsen Terni i regionen Umbrien i Italien. Kommunen hade 1 784 invånare (2018).